# Pot of Gold (Marte)

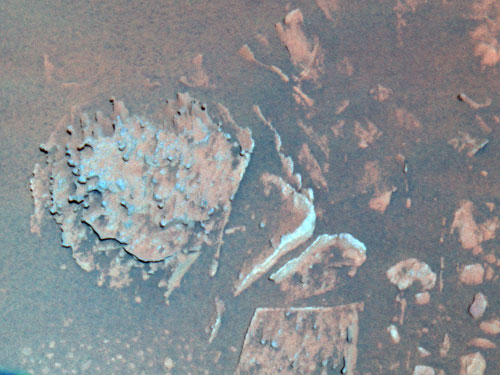
La roca Pot of Gold.

Pot of Gold (olla de oro) es el nombre de una roca de unos 30 centímetros de diámetro con protuberancias nudosas ubicada en el cráter Gusev, en Marte. Durante un examen realizado el 25 de junio de 2004 por el vehículo Spirit se detectó hematita, lo que sugiere un pasado marciano con presencia de agua.